# Кровавый навет в России
Кровавый навет в России — обвинения в ритуальных убийствах в Русском царстве, Российской империи и впоследствии в СССР и Российской Федерации. Абсолютное большинство таких обвинений касались евреев, хотя известны также случаи навета на нееврейских сектантов.
Обвинения эти были в основном заимствованы в XVII—XVIII веках из европейской католической, в первую очередь польской и немецкой литературы, но затем широко укоренились и распространились среди православных христиан. В основе кровавого навета лежит фольклорный сюжет, по которому евреи ежегодно приносят в жертву христианского ребёнка и используют его кровь в своих религиозных ритуалах.
Наиболее частыми в России такие обвинения были в XIX веке. Самым громким судебным процессом до революции стало так называемое дело Бейлиса, которое вызвало большой международный интерес и массовую критику российских властей как внутри страны, так и за рубежом.

## История кровавого навета
Кровавый навет на евреев и ранних христиан появился ещё в античное время — в Римской империи и восходит к первым столетиям н. э.
В христианской Европе кровавый навет на евреев базировался на убеждении в их причастности к страданиям и распятию Иисуса Христа. Активно навет начал распространяться с XII века: вначале как обвинения в ритуальных убийствах, а с XIII века — также и в использовании крови жертв с обрядовыми или магическими целями. Разновидностями кровавого навета стали обвинение в осквернении гостии и легенда о евреях-отравителях.
Эти обвинения неоднократно опровергались, начиная с германского императора Фридриха II Гогенштауфена и папы Иннокентия IV, издавшего в 1247 году специальную буллу. Запреты возводить на евреев кровавый навет издавали чешский король Пржемысл II Отакар (1254), папа Григорий X (1272), император Рудольф I Габсбург (1277), герцог Альбрехт I Австрийский (1293), чешский король Вацлав II (1300), папа Мартин V (1422) и многие другие светские и духовные лидеры. Самое резкое порицание зачинщикам кровавых наветов было вынесено в специальной булле папы Николая V (1447). Однако это не останавливало обвинителей, руководствовавшихся как религиозными, так и корыстными мотивами. Кровавые наветы сопровождались арестами, пытками, казнями, погромами и резнёй, нередко уничтожением или изгнанием целых еврейских общин. В XV—XVII веках в обвинениях появился новый мотив — якобы использование евреями христианской крови при выпечке мацы.
Кульминация навета в Европе пришлась на XV—XVI века, но в восточной Европе (в частности в Польше и Литве) он сохранился и позднее — до XVIII—XIX веков.
В России до XVIII века, учитывая почти полное отсутствие евреев, эти обвинения хождения не имели. Известно, однако, почитание мощей Евстратия Печерского, которого, согласно легенде, после обращения в рабство хозяин-иудей пытался заставить отречься от Христа, а после отказа — распял. Мощи его находятся в Ближних пещерах Киево-Печерской лавры. Доктор филологических наук Александр Панченко, указывая на ряд параллелей между первым зафиксированным кровавым наветом в Европе и легендой о Евстратии, полагает, что «появление историй о Евстратии Печерском и Вильяме Норвичском было в равной степени связано с религиозными настроениями первых крестовых походов с их акцентом на распятии Христа и антиеврейской идеологией». Аналогичным образом рассматривает эти фигуры и объясняет сходство наветов, возникших в одно время на противоположных полюсах христианского мира, историк Владимир Петрухин.
Первый известный на Руси еврейский погром произошёл в ходе Киевского восстания 1113 года, когда после смерти князя Святополка Изяславича киевляне призвали на киевское княжение Владимира Мономаха. Историк В. Я. Петрухин считает, что погром был связан с кровавыми наветами на евреев, в частности, с легендой о Евстратии Печерском. По мнению Петрухина, распространённые в настоящее время представления о покровительстве Святополка ростовщикам как причине погрома основаны на «реконструкции» Василия Татищева, который использовал для этого известную ему ситуацию в Речи Посполитой XVII века.

## Раздел Речи Посполитой и первые обвинения

### Иоаникий Галятовский
В отличие от Европы, в России того времени эти обвинения не прижились. Они начали появляться спустя 500 лет, сначала с переходом под власть России левобережной Украины, а позднее в процессе разделов Речи Посполитой, где антисемитизм был распространённым явлением.
В православной литературе впервые кровавый навет был опубликован в 1669 году в трактате «Мессия правдивый» Иоаникия Галятовского, изданном в Киеве. При этом Галятовский не использовал еврейскую литературу непосредственно, а давал ссылки по пересказам христианских авторов. Он упоминал 12 случаев кровавого навета в разных странах, преимущественно по польским и немецким источникам. Панченко выделяет у Галятовского четыре причины, по которым евреям якобы нужна кровь христианских младенцев:
- для колдовства;
- для тайного подмешивания христианам в еду и питьё, чтобы достичь их «милости» и «приязни»;
- для избавления от смрада, которым они смердят «з прироженя своего»;
- для своеобразного соборования — умирающего еврея «тоею кровю… намазуют».

### Польские источники русского навета
Помимо сочинений Галятовского, на русский «наветный дискурс» существенное влияние имели книга Пшеслава Мойецкого «Еврейские жестокости, убийства и суеверия» (пол. Żydowskie Okrucieństwa, Mordy i Zabobony, Краков, 1598), анонимная брошюра «Талмудические ошибки» (пол. Błędy Talmutowe, 1758), а также греческая «Книга монаха Неофита».
Польские книги, в свою очередь, по мнению исследователей, имели источником сочинения евреев-выкрестов, в частности некоего бывшего брест-литовского раввина Яна Серафимовича. Серафимович написал книгу «Еврейская злоба против бога и католической веры», которая после издания якобы была выкуплена евреями и уничтожена. Серафимович утверждал, что сам участвовал в обрядах ритуальных убийств. В 1758 году книга Серафимовича была переиздана францисканцем Гаудентой Пикульским. В ней было написано, что евреям Литвы нужно для ритуала ежегодно 30 гарнецов христианской крови, а в Польше — ещё больше.

### Сенненское дело
Первым судебным процессом в Российской империи с обвинением евреев в ритуальном убийстве стало так называемое сенненское дело. В Сенно (южнее Витебска) накануне Пасхи 1799 года рядом с еврейской таверной было найдено тело женщины; четыре еврея были арестованы по подозрению в убийстве. В основание обвинения легли не какие-либо улики против подозреваемых, а исключительно мнение, что евреям нужна христианская кровь, в роли обвинителя выступил еврей-выкрест.
Несмотря на полное отсутствие каких бы то ни было доказательств против арестованных по этому делу, навет был поддержан сенатором и поэтом Гавриилом Державиным, который был активно настроен против евреев. В свой проект преобразования быта евреев, созданный в 1800 году, Державин внёс следующий текст:

В сих кагалах исполняются, или по крайности теперь только защищаемы бывают те христианские кровопролития, в коих иудеи по разным временам и царствам подозревались, и поныне по архивам замечаются, что видеть можно из приложения под литерой Д; хотя я, с моей стороны, о сих кровопролитиях думаю, что если они и бывали где-либо в древности, то не иначе как токмо по исступлении некоторых из фанатиков, но счёл, однако, за нужное не выпустить их из вида.

Под литерой «Д» была рукописная копия изданного на русском в 1787 году в Санкт-Петербурге под названием «Обряды жидовские» сокращённого перевода «Талмудических ошибок». В процессе расследования местный чиновник Стуков опирался также на версию книги Серафимовича в изложении Пикульского.

## Ритуальные обвинения в XIX веке
XIX век в России стал самым массовым по части ритуальных обвинений. Среди наиболее известных следует назвать гродненское, велижское, саратовское и кутаисское дела, а также дело Блондеса. В этот же период были изданы и распространялись книги с такими обвинениями.
Причиной стали кризисные явления института православной церкви и других признанных государством конфессий, что проявилось в ухудшении отношения населения к их представителям и массовом переходе в сектанство. Борьба с сектантством стала одним из приоритетов светских и духовных властей империи. Кровавый навет стал инструментом такой борьбы. Именно в XIX веке шли активные попытки связать кровавый ритуал с сектами вообще и с хасидизмом в частности.
С другой стороны, историк Джон Клиер пишет, что обвинения в основном появлялись среди местного католического или униатского населения, поддерживалось признаниями отдельных евреев-выкрестов с сомнительными моральными качествами и без образования, а православное духовенство движущей силой таких наветов не выступало. При этом исследователи отмечают, что, в частности, в среде образованного дворянства Литвы, несмотря на негативное отношение к евреям, в середине XIX века кровавый навет считался сказкой и предрассудком.

### Легенда о Гаврииле
В изданном в 1815 году 6-м томе сочинения «История российской иерархии» архимандрит Амвросий (Орнатский) (будущий епископ Пензенский и Саратовский) написал со ссылкой на монастырские записки Слуцкого Свято-Троицкого монастыря, что в 1690 году 6-летний Гавриил из села Зверки близ города Заблудова был похищен арендатором-иудеем из того же села, замучен и выброшен в поле на съедение птицам. Родители Гавриила отыскали тело и погребли его в Заблудовском монастыре. Через 30 лет мощи были обретены целыми и поставлены в церковный погреб, а 9 мая 1775 года были из Заблудова перенесены в Слуцкий монастырь архимандритом указанного монастыря Михаилом Казачинским. В таком же виде история Гавриила Белостокского пересказана в «Словаре историческом о святых, прославленных в Российской Церкви, и о некоторых подвижниках благочестия, местно чтимых» (С.-Петербург, 1862). В 1823 году следователям, занимавшимся велижским делом, не удалось найти никаких архивных материалов по истории Гавриила. Уже в XXI веке Я. Харкевич и В. Н. Черепица в статье Православной энциклопедии, посвящённой Гавриилу Белостокскому, придерживаясь стилистики источников XIX века, приписали убийство мальчика некой «изуверской иудаистской секте». По мнению политолога Вячеслава Лихачёва, таким образом авторы статьи намекали на то, что если не все евреи без исключения, то некоторые, практикуют ритуальные убийства. В свою очередь, филолог и антрополог Александр Панченко полагает, что легенда о Гаврииле не имела под собой реальной основы и была сконструирована в 1720-е годы после нахождения мощей.

### Наветы 1815—1816 годов
Первая серия ритуальных обвинений после войны 1812 года имела, по мнению историка Савелия Дудакова, политическую подоплёку. Он отмечает, что во время движения армии Наполеона на восток поляки и евреи сражались по разные стороны фронта: евреи за русских, а поляки за французов. И именно по коридору движения французской армии впоследствии прошла волна ритуальных наветов на евреев со стороны поляков. Дудаков указывает также, что русский комиссар при правительстве Царства Польского сенатор граф Николай Новосильцев в 1815 году представил проект, по которому потребовал предоставления евреям гражданских прав без всяких ограничений для развития ремёсел и земледелия. Проект был подержан министром духовных дел князем Александром Голицыным. Проекту оппонировала местная элита в лице князей Адама Чарторыйского, Франциска Друцкого-Любецкого и Иосифа Зайончека, а также ксёндза Станислава Сташица. Они утверждали, что такое решение ущербно, аргументируя это общей «вредностью евреев». После этого, по выражению Семёна Дубнова, пронеслась «эпидемия» подготовленных сверху ритуальных процессов, а 1816 год стал в Западном крае и Царстве Польском годом «ритуальной вакханалии», будто опытная рука «сеяла в массы ядовитое семя средневековья».
Самым громким из обвинений стало так называемое гродненское дело. В 1816 году евреи Гродненской губернии были обвинены в похищении и убийстве христианской девочки. Выкрест унтер-офицер Павел Савицкий заявил, что христианская кровь нужна евреям для обмазывания притолок перед Пасхой. При этом, согласно вторичному врачебному освидетельствованию, было установлено, что ребёнок умер «от апоплексического удара или прострела» и что «у оного ребёнка кровь не источена». В результате вмешательства графа Новосильцева и князя Голицына дело было прекращено.
После присоединения к России Кавказа в 1810-е годы известно несколько кровавых наветов на этой территории, в частности в 1814 году в Баку.

### Императорский запрет
Результатом расследования гродненского дела стало издание императором Александром I в 1817 году распоряжения, запрещающего возводить на евреев кровавый навет, а 6 марта того же года князь Александр Голицын разослал начальникам губерний соответствующее предписание. При этом отметив, что уже польский король в XVI веке запретил обвинять евреев в употреблении крови, и что папский престол также не нашёл доказательств в пользу предрассудка, циркуляр гласил:

По поводу оказывающихся и ныне в некоторых от Польши к России присоединённых губерниях изветов на евреев об умерщвлении ими христианских детей, якобы для той же надобности, его императорское величество, приемля во внимание, что таковые изветы и прежде неоднократно опровергаемы были беспристрастными следствиями и королевскими грамотами, высочайше повелеть мне соизволил объявить всем г-дам управляющим губерниями монаршую волю, чтоб впредь евреи не были обвиняемы в умерщвлении христианских детей без всяких улик, по единому предрассудку, что якобы они имеют нужду в христианской крови, но если бы где случилось смертоубийство и подозрение падало на евреев, без предубеждения, однако ж, что они сделали сие для получения христианской крови, то было бы производимо следствие на законном основании по доказательствам, к самому происшествию относящимся, наравне с людьми прочих вероисповеданий, которые уличались бы в преступлении смертоубийства.
Однако этот запрет практически не соблюдался, последовали новые обвинения. Как писал историк Михаил Штереншис, «людской молве Высочайшее повеление не указ».

### Велижское и саратовское дела
Несмотря на вышеуказанное распоряжение, в 1823 году в Велиже возникло очередное ритуальное дело, которое стало одним из самых известных, поскольку оно тянулось 12 лет и по нему было арестовано более 40 человек, четверо из которых умерли в тюрьме во время следствия. Обвинение активно поддерживал генерал-губернатор князь Николай Хованский. Решающую роль в разоблачении навета сыграл председатель департамента гражданских и духовных дел Государственного совета граф Николай Мордвинов. Подписав оправдание обвиняемых в 1835 году, император Николай I, тем не менее, отказался подтвердить запрет Александра I на обвинения в кровавом навете, поскольку сказал, что не уверен в том, что среди евреев не существуют такие секты.
Николай заявил, что:

сие тем более возможным казаться может, что к несчастию и среди нас, христиан, существуют иногда такие секты, которые не менее ужасны и непонятны; н. п. сожигальщики и самоубийцы, которых неслыханный пример был уже при мне, в Саратовской губернии.
В 1853 году евреев Саратовской губернии обвинили в ритуальном убийстве двух школьников. Особенность саратовского дела была в том, что оно возникло за тысячи километров от черты оседлости, где евреев почти не было. В убийстве христианских детей были обвинены торговец мехами Янкель Юшкевичер, его крещёный сын Фёдор Юрлов и рядовой местного гарнизона Михаэль Шлифферман. Историк Владимир Хасин отмечает важный нюанс: Саратовская губерния была одним из лидеров по количеству проживавших в ней христианских сектантов. Из-за огромного числа различных лжесвидетельств дело затянулось и дошло до рассмотрения Сенатом и Государственным советом. Министр юстиции Дмитрий Замятнин, высказался за безусловное оправдание евреев в связи с недоказанностью их вины. Однако большинство членов Госсовета высказалось за обвинение, хотя и было решено, что вопрос о «сокровенных догматах еврейской веры или тайных сект её» остаётся неясным и не принимается во внимание при вынесении решения.

### Последующие обвинения
4 апреля 1878 года 9 евреев из местечка Сачхери обвинили в ритуальном убийстве девятилетней христианской девочки Сарры Модебадзе. 13 марта 1879 года Кутаисский окружной суд вынес оправдательный приговор всем обвиняемым. Кутаисское дело стало основой для одного из первых отражений кровавого навета в русской прозе — романе Фёдора Достоевского «Братья Карамазовы» в диалоге Лизы Хохлаковой и Алёши. Исследователи считают, что Достоевский читал отчёт Министерства внутренних дел «Разыскание об убиении евреями христианских младенцев и употреблении крови их» или книгу «Вопрос об употреблении евреями-сектаторами христианской крови» Ипполита Лютостанского.
В 1883—1884 годах состоялся так называемый люцинский процесс. На этом процессе в смерти найденной мёртвой служанки Марии Дрич, убежавшей с ворами, укравшими 150 рублей у её хозяев, обвинили соседа-еврея, сын которого якобы собрался на ней жениться, для чего планировал перейти в православие. На суде обвиняемые были полностью оправданы.
В марте 1900 года в Вильне фельдшер Давид Блондес был обвинён в попытке ритуального убийства своей кухарки-католички. На первом процессе 21 декабря 1900 года Блондес был осуждён за нанесение телесных повреждений, а затем 1 февраля 1902 года на кассационном рассмотрении полностью оправдан, а ранения присяжные признали нанесёнными самой женщиной.
Известен также ряд других менее громких обвинений, например сурамское дело (1850), шавельское (1861), ряд дел на территории современной Украины и др.
Описывая ситуацию с ритуальными наветами XIX века, Хасин отмечает, что судебные дела почти всегда заканчивались оправдательными приговорами за отсутствием доказательств, что никак не мешало поддерживать в общественном сознании этот миф. Особую роль, по мнению Хасина, играли массовые лжесвидетельства, которые воспринимались самими участниками фальсификаций «как благое дело, как доказательство непреложной истины, где методы её поиска не имели никакого значения».

### Розыскание об убиении евреями христианских младенцев
Замечания императора Николая I по окончании велижского дела о возможности существования кровавого ритуала у евреев стало сигналом для Министерства внутренних дел. В 1844 году министерство представило императору «Розыскание об убиении евреями христианских младенцев и употреблении крови их». Документ был напечатан небольшим тиражом для внутреннего употребления. Авторство документа является спорным, часто его приписывают лексикографу Владимиру Далю или директору Департамента духовных дел иностранных исповеданий В. В. Скрипицыну.
Автор «Розыскания» приходит к выводу, что обвинение в ритуальных убийствах христианских детей обоснованно, но к этому причастны не все евреи вообще, а конкретно секта хасидов.
Как считает Панченко, по своему содержанию книга не представляет существенного интереса, так как является всего лишь рефератом, составленным по материалам нескольких десятков польских и немецких антисемитских изданий XVII—XIX веков. Хасин называет «Розыскание» «небрежной компиляцией» полных средневековых предрассудков сочинений Пикульского и Серафимовича.
«Розыскание» стало одним из важнейших документов в истории кровавого навета в России и основой для целого ряда публикаций и последующих обвинений. Сама книга, согласно Панченко, будучи изначально скорее антисектантской, трансформировалась в антисемитскую в период становления русского антисемитизма в 3-й четверти XIX века.

### Публичная дискуссия о кровавом навете
В 1860—1870-е годы с ослаблением цензуры проблема кровавого навета стала предметом публичной дискуссии в российском обществе. В 1861 году вышло первое научное исследование этой темы на русском — книга члена-корреспондента Императорской Санкт-Петербургской Академии Наук семитолога профессора Даниила Хвольсона «О некоторых средневековых обвинениях против евреев». В 1880 году вышло второе переработанное и вдвое увеличенное издание. В 1882 году вышла «Символика крови» П. С. Касселя, в 1883 году была переведена на русский язык под названием «Дамоклов меч» книга «Эфес дамим» («Нет крови») Исаака Левинзона и ряд других публикаций, как еврейских, так и христианских учёных с отрицанием навета.
Обвинители также подготовили свою аргументацию. В 1876 году перешедший из католичества в православие после лишения сана клирика Ипполит Лютостанский опубликовал книгу «Вопрос об употреблении евреями-сектаторами христианской крови для религиозных целей в связи с вопросом об отношениях еврейства к христианству вообще». Книга впоследствии неоднократно переиздавалась. По свидетельству профессора Хвольсона, значительная часть книги Лютостанского представляет собой плагиат из «Розыскания», а Николай Голицын считал, что эта книга «ниже всякой критики». Историк Виктор Брачев обратил внимание на то, что у Лютостанского явно нашлись сильные финансовые покровители — его работа выдержала в начале XX века целых три издания, что нельзя объяснить исключительно читательским успехом. Однако имена этих покровителей остаются неизвестными. В этот же период вышли в свет работы Николая Костомарова, Николая Голицына и ряд других.
Хасин отмечает крайнюю поляризованность мнений и наиболее интересную дискуссию, развернувшуюся между Хвольсоном и Костомаровым. Костомаров попытался привнести возможность существования кровавых ритуалов в научный оборот именно в виде существования неких сект и суеверий:

Мы безусловно доверяем Хвольсону, что у евреев не существует кровавого обряда, но вполне вероятно можно предположить, что между евреями возникали такие суеверия. Нет и быть не может такого вероисповедания, что все наружно принадлежавшие к нему не способны были б к суеверию… И из Моисеева и из христианского вероучения этого не возникает. Однако мы признаём за нашими единоверцами такие суеверия, почему же мы не можем признать такую за евреями? В чём же исключительность чистоты евреев, что у них не может быть такого суеверия?

Таким образом, вопрос о ритуальных убийствах сторонники навета как анонимно в «Розыскании», так и гласно в публичной дискуссии ко второй половине XIX века свели к существованию внутри еврейства некоей секты, практикующей такие ритуалы. Впоследствии тема тайной секты неоднократно возникала в обвинениях на ритуальных процессах, самым известным из которых было дело Бейлиса. В российской прессе также обсуждались несколько иностранных наветов, в частности Дамасское дело (1840), навет в Тисаэсларе (1883) и дело Хилснера (1899-1900).

### Обвинения сектантов-неевреев
Хотя основным адресатом обвинений в использованию крови в ритуальных целях были евреи, тем не менее, известны аналогичные обвинения в адрес язычников и сектантов. Более того, обвинения в адрес сектантов прослеживаются в процессах 1733—1739 и 1745—1756 годов — то есть в XVIII веке. Леонид Кацис, основываясь на описанных доктором филологических наук А. А. Панченко процессах, выделяет ряд элементов ритуала, вменяемого сектантам:
1. По окончании сборищ сектанты расходятся парами по разным помещениям и занимаются сексом.
2. Младенцев, предназначенных для жертвоприношения, сектанты крестят.
3. Окрещённого младенца закалывают, вырезают его сердце и собирают его кровь.
4. Хлеб и воду с частями сердца и кровью младенца раздают во время собраний вместо причастий.

Наиболее громким делом против язычников стало так называемое мултанское дело 1892 года, в котором группа из 10 крестьян-удмуртов (в те времена их называли «вотяками») из села Старый Мултан Малмыжского уезда Вятской губернии обвинялись в человеческом жертвоприношении языческим богам. В июне 1896 года обвиняемые были оправданы, а в 1897 году дело мултанских вотяков было раскрыто профессором Ф. А. Патенко, который сообщил, что человеческое жертвоприношение было инсценировано из мести двумя крестьянами деревни Анык, которые враждовали с мултанцами.

## Ритуальные обвинения в XX—XXI веках

### Дело Бейлиса
Самым известным кровавым наветом и самым громким судебным процессом в дореволюционной России стало так называемое дело Бейлиса. Киевский приказчик Мендель Бейлис был обвинён в ритуальном убийстве 12-летнего ученика приготовительного класса Киево-Софийского духовного училища Андрея Ющинского, погибшего 12 марта 1911 года.
Это обвинение было инициировано активистами черносотенных организаций и поддержано рядом крайне правых политиков и чиновников, включая министра юстиции Ивана Щегловитова.
Исследователи отмечают, что дело Бейлиса несомненно имело сильную политическую подоплёку. Так Генри Резник пишет, что в условиях политического кризиса 1911 года российским правым нужно было громкое событие для укрепления их позиций, и именно поэтому заурядное уголовное убийство начало превращаться в ритуальное дело. Ханс Роггер полагает, что нарастание революционного движения в России стало поводом для властей посадить еврея на скамью подсудимых в качестве ритуального убийцы.
В это время были изданы и распространялись Книга монаха Неофита и Записка о ритуальных убийствах, составленная на основе «Розыскания» 1844 года.
Процесс состоялся в Киеве 23 сентября — 28 октября 1913 года и сопровождался, с одной стороны, активной антисемитской кампанией, а с другой — общественными протестами всероссийского и мирового масштаба.
В богословской экспертизе со стороны защиты участвовали видные гебраисты: академик Павел Коковцов, считающийся одним из крупнейших гебраистов и семитологов эпохи; профессор Петербургской духовной академии Иван Троицкий, крупный еврейский религиозный деятель — московский казённый раввин Яков Мазе, а также профессор Павел Тихомиров, доказавшие абсурдность обвинения евреев в употреблении крови для ритуальных целей. Ранее, при первой передаче дела в суд, в этом же свете была представлена экспертиза профессора Киевской духовной академии протоиерея Александра Глаголева.
Ни один из представителей Русской православной церкви не согласился выступить экспертом обвинения, и подтверждение наличия ритуальных убийств в еврейской религии было поручено католическому ксёндзу из Ташкента Иустину Пранайтису. Пранайтис доказывал, что иудаизм предписывает ненависть ко всем неевреям и ритуальные убийства, цитируя при этом Талмуд и каббалистические трактаты. Однако защита уличила его в полном незнании еврейской религиозной литературы; он отказался указать в еврейском тексте книги названные им места и в конце концов признался, что цитировал Талмуд по фальсифицированному немецкому переводу. Видные гебраисты Троицкий и Коковцов, а также Тихомиров, указывали на принципиальный запрет употребления крови в пищу, содержащийся в еврейской религии. В частности, профессор Коковцев сказал: «Я поверю скорей, что еврей будет есть обескровленный труп, человеческое мясо, чем поверю, что он будет пить человеческую кровь».
Присяжным было задано два вопроса: о факте убийства и о виновности Бейлиса; при этом в первом вопросе были объединены вопрос о самом факте убийства, месте его и способе. Получилось, что, признавая факт убийства, присяжные должны были одновременно признать, что оно было совершено на заводе Зайцева путём многочисленных ударов колющим оружием, вызвавших обильное кровотечение и обескровливание. Бейлис был оправдан. Однако до сегодняшнего дня положительный ответ на первый вопрос даёт повод сторонникам кровавого навета утверждать, что факт ритуального убийства был доказан в суде.
Значение дела Бейлиса подчёркивают практически все эксперты. В частности, Леонид Кацис утверждает, что оно стало «высшей точкой в напряжённых еврейско-русских отношениях» того периода и отмечает, что дискуссия между сторонниками и противниками кровавого навета включала с обеих сторон как филосемитов, так и антисемитов.

### Фастовское делои брошюра Шульгина
Буквально через несколько дней после окончания процесса Бейлиса 27 ноября 1913 года на территории лесного склада недалеко от Киева был найден убитый мальчик — 12-летний Иоссель Пашков, проживавший в Фастове. На шее убитого оказалось 13 колотых ран. Было установлено, что убийцей является 10-кратно судимый за разные преступления Иван Гончарук.
Ряд чиновников и черносотенцев попытались превратить это дело в очередной кровавый навет, представив как убийство христианского ребёнка евреями. После смены 15 февраля 1914 года руководства Киевской судебной палаты начавшаяся фальсификация дела была прекращена, а убийца осуждён на 12 лет каторги.
Это стало одной из последних известных попыток в Российской империи публично приписать евреям ритуальные убийства. Александр Тагер считал, что фастовское дело было попыткой правых «отыграться» за провал в деле Бейлиса.
Тем не менее, публичные обсуждения темы в годы революции и позднее в среде русской эмиграции продолжались. Василий Шульгин в антисемитской брошюре «Что нам в них не нравится», создавая реконструкцию возникновения кровавого навета, возлагал вину на самих евреев, которые якобы сами в своих доносах римским властям обвиняли христиан в каннибализме и ритуальном использовании жертвенной крови. На самом деле, как указывает Владимир Петрухин, такой мотив обвинений со стороны евреев науке неизвестен. Наиболее известным из постимперских кровавых наветов стала версия о ритуальном убийстве Николая II.

### Версия ритуального убийства Николая II
В связи с тем, что многие из российских монархистов отождествляли Октябрьскую революцию с евреями, то сразу же после убийства царской семьи в этой среде возникли слухи о том, что это убийство было совершено евреями и имело ритуальный характер. Руководитель комиссии по расследованию обстоятельств гибели царской семьи генерал Михаил Дитерихс писал: «Еврейский народ есть то зло, тот народ сынов Лжи, который стремится возводить на земле своё царство, царство антихристианское и покорить ему Христианский мир…». По его мнению, евреи были «источником почти всех социальных катастроф, периодически посещавших мир… евреи изуверски уничтожили Царскую Семью. Евреи виновники всех зол, постигших Россию».
В конце XX века эта тема была вновь затронута в книге Игоря Шафаревича «Русофобия», опубликованной на страницах журнала «Наш современник» (1989). Книга стала культовой среди российских правых, а руководство Американской академии искусств и наук попросило Шафаревича покинуть её ряды. Это обвинение было подхвачено некоторыми российскими СМИ и русскими националистическими организациями типа «Память», но опровергнуто следствием Генеральной прокуратуры Российской Федерации — уже после распада СССР.
Тем не менее, тема убийства царской семьи как ритуального (еврейского, сатанинского и т. п.) продолжает хождение в среде русских националистов. При этом политическая мотивация полагается несущественной, а ключевой полагается роль символическая — убийство царя как акт унижения русских и православных. Как пишет исследователь антисемитизма Вадим Россман, приводя ряд примеров статей на эту тему, мифологемы националистического православного антисемитского фольклора, которые используются при оценке убийства Николая II, раскрывают паранойю и стабильный иммунитет носителей этих мифологем к рациональной аргументации. Историческая реальность для них менее достоверна, чем мифологический сюжет, который доминирует в восприятии окружающего мира.

### Обвинения в СССР
После Октябрьской революции обвинения в кровавом навете стали весьма редкими. В декабре 1919 года советские власти создали специальную Комиссию для исследования материалов по ритуальным процессам, в которую вошли Семён Дубнов, Генрих Слиозберг, Лев Штернберг, Григорий Красный-Адмони и четверо русских учёных во главе с профессором Сергеем Платоновым. Над участниками дела Бейлиса был проведён судебный процесс, а религиозные предрассудки были объявлены вредными для строительства новой жизни.
Тем не менее, в 1922 году в Саранске и 1927 году в Брянске были случаи навета, а в Москве в 1922 году — дело Гиндина. В 1953 году на пике антисемитской кампании по «борьбе с космополитизмом» зафиксирован навет в Симферополе. Кроме собственно российских городов, такие обвинения прошли в среднеазиатских республиках и на Кавказе в 1920—1930-е годы. Во время войны с 1942 года слухи об употреблениями евреями крови распространились среди мусульманского населения среднеазитских республик и в Марийской АССР. Частично распространению этих слухов способствовали эвакуированные в эти регионы поляки.
Около 10 наветов зафиксировано в 1960-е годы в Литве, на Кавказе и в Узбекистане — во время антирелигиозной кампании. Несколько таких случаев стали поводами для публичных скандалов. Согласно докладу заместителя председателя КГБ Петра Ивашутина, 10 сентября 1958 года в городе Плунге Литовской ССР, ткачиха фабрики «Лину-Аудиняй» Иоцене Паулине заявила, что будто бы один еврей пытался похитить её семилетнего сына и якобы похитил и унёс к себе домой девочку. Это вызвало массовые беспорядки и призывы к погрому. В Плунге были переброшены силы КГБ и милиции и был восстановлен порядок. 13 человек были осуждены на 15 суток ареста за «мелкое хулиганство». Паулине призналась, что историю о похищении детей она выдумала. Крупный международный скандал вызвала напечатанная в 1960 году в дагестанской газете «Коммунист» статья, где, между прочим, говорилось: «…Евреи согласно своей религии верят, что нужно раз в год пить мусульманскую кровь. Некоторые евреи покупают от 5 до 10 г мусульманской крови, которую смешивают с водой в большой бочке и продают как воду, соприкоснувшуюся с кровью мусульманина». Властям пришлось организовать ответную пропагандистскую кампанию за границей, уволить проштрафившегося редактора газеты и даже поместить опровержение.
Иногда с темой кровавого навета связывают так называемое «Дело врачей» — сфабрикованное в начале 1953 года официальное обвинение против группы видных советских врачей в заговоре и убийстве ряда советских лидеров. Американский историк Элисса Бемпорад считает этот инцидент «интересным превращением обвинения в ритуальном убийстве в советском контексте в секуляризованную форму кровавого навета, без темы Пасхи и предполагаемого использования христианской крови в маце».

### Обвинения в Российской Федерации
В Российской Федерации кровавый навет стал частью идеологии крайне правых антисемитских кругов. В 2005 году по инициативе русского писателя, члена «Союза русского народа» Михаила Назарова против евреев были выдвинуты новые обвинения в ритуальных убийствах.
В начале января 2005 года 20 депутатов Государственной думы России обратились в генеральную прокуратуру с требованием «официально возбудить дело о запрете в стране всех религиозных и национальных объединений, основанных на морали „Шулхан аруха“, как экстремистских». Текст письма был составлен Назаровым.
В заявлении заявлено, что «еврейская религия — антихристианская и человеконенавистническая, доходящая до ритуальных убийств в среде своих особо рьяных приверженцев». Со ссылкой на «Записку о ритуальных убийствах» утверждалось, что многочисленные факты проявления такого религиозного экстремизма якобы были доказаны в судах. Требование собрало более 500 подписей, в связи с чем воззвание стало известно как «Письмо пятисот». Среди подписавшихся были редакторы националистических газет и журналисты. В дальнейшем письмо было отозвано депутатами, но, получив известность, оно было дополнено многочисленными подписями пожелавших присоединиться к обращению. В результате вскоре письмо было названо «письмом 5000», а позднее «письмом 15000». Письмо также стало международным скандалом. Министерство иностранных дел России заявило по этому поводу следующее:

В связи с опубликованным в газете «Русь православная» обращением ряда общественных деятелей на имя генерального прокурора РФ, содержащим откровенно антисемитские высказывания, необходимо подчеркнуть, что данное заявление не имеет ничего общего с официальной позицией российского руководства, которое решительно отвергает любые проявления межнациональной розни и ксенофобии, включая антисемитизм.

В мае 2005 года Назаров обвинил евреев в ритуальном убийстве детей в Красноярске, ссылаясь на дело Бейлиса, в котором, по его мнению, было доказано совершение евреями ритуальных убийств. В апреле 2007 года один из подписантов «письма 500» депутат Государственной думы России Александр Крутов и отдельно Назаров требовали от Генпрокуратуры расследовать именно версию ритуального убийства.
В 2018 году после пожара в ТЦ «Зимняя вишня» в Кемерово ультраправые антисемиты обвиняли евреев в «сакральном жертвоприношении» и пропаже детей, которые «нужны евреям» на Пасху.
Как писал Леонид Кацис, кровавый навет оказался более живучим, чем могло показаться интеллектуалам, которые полагаются на логику доказательств. Это явление «базируется на сложнейшем, порой специфически российско-молдавско-украинском конгломерате народных верований, теологических представлений, ересей, сектантских идеологий и приписывания их евреям». По мнению Кациса, «философия кровавого навета является вполне актуальной частью современной русской мысли». В частности, тексты в поддержку кровавого навета появлялись в 2007 году во вполне респектабельной газете Известия.

## Позиция Русской православной церкви
Ряд православных авторов (как вышеупомянутые Галятовский и Лютостанский) сочиняли и распространяли обвинения евреев в ритуальном использовании крови, однако, как отмечает религиовед и историк Сергей Фирсов, «собственно Православная Российская Церковь ни в лице Святейшего Синода, ни в лице своих учёных-богословов, занимавшихся изучением Ветхого Завета, Талмуда, Каббалы, а также историей иудейской религии, ни разу не высказала своей поддержки идее о существовании ритуальных убийств у евреев». В XIX веке Православная церковь ни разу не поддержала кровавого навета против евреев на официальных процессах. В деле Бейлиса православные эксперты профессор Петербургской духовной академии Иван Троицкий и профессор Киевской духовной академии протоиерей Александр Глаголев выступали на стороне защиты. В то же время ряд иерархов поддерживал тезис о существовании некоей секты, использующей кровавый ритуал, а обычные священники активно участвовали в целом ряде дел на стороне обвинения, например согласовывали показания свидетелей или занимались «священническим увещеванием».
Хотя в 1970-х годах о культе Евстратия Печерского и Гавриила Белостокского критически отзывался известный священник РПЦ Александр Мень, сегодня оба этих святых почитаются Православной церковью. В статье Православной энциклопедии, посвящённой Гавриилу Белостокскому, в виде достоверного факта описано его ритуальное убийство, совершённое иудейской сектой. 18 августа 2012 года мощам Гавриила поклонился Патриарх Московский и всея Руси, предстоятель Русской православной церкви Кирилл во время своего визита в Белосток и посещения Никольского кафедрального собора, где патриарх выступил с проповедью, посвящённой нравственному упадку современного мира. Митрополит Иоанн (Снычев) в одной из своих статей, описывая сюжет древнерусской былины «Илья и Жидовин», в примечании говорил о «мартирологе» христиан, «умученных от жидов»; православными националистами предпринимались попытки восстановить практику их почитания.

## Комментарии
1. ↑  Также издавалась под названиями «Опровержение еврейской веры» и «Христианская кровь в обрядах современной синагоги»
2. ↑  Летом 1861 года в Шавельском уезде Ковенской губернии евреи обвинялись в ритуальном убийстве 4-летней литовской девочки. См. Пинскер Л. Шавлянское дело // Сион. — 21 июля 1861. — № 3.
3. ↑  Протопопов В. И. Об употреблении христианской крови для религиозных целей. — СПб., 1877. Шигарин Н. Д. Об употреблении евреями христианской крови и несколько слов о наших отношениях к евреям вообще. — СПб., 1877.
4. ↑  1921 год — Сачхери, Грузинская ССР; 1923 год — Тбилиси, Грузинская ССР; 1926 год — Чарджоу, Туркменская ССР; Ахалцихе, Грузинская ССР; 1929 год — Дагестан; 1930 год — Ахалик близ Самарканда, Узбекская ССР